# مارك غروس
مارك غروس (بالإنجليزية: Mark Gross)‏ هو عازف جاز أمريكي، ولد في 20 فبراير 1966.

## وصلات خارجية
- مارك غروس على موقع ميوزك برينز (الإنجليزية)
- مارك غروس على موقع ديسكوغز (الإنجليزية)